# Sorór Josefa Menéndez
A irmã Josefa Menéndez (4 de fevereiro de 1890 - 29 de dezembro de 1923) era uma freira católica e mística. Ela nasceu em uma família cristã em Madri, onde sofreu várias provações. Em 1920, aos 30 anos, ingressou na Companhia do Sagrado Coração de Jesus em Poitiers. Sua vida religiosa foi passada limpando e costurando. Enquanto freira, ela teria recebido visões de Jesus.
O Caminho do Amor Divino, reimpresso pela TAN Books, Inc. (agora parte da St. Benedict Press), é um relato de sua vida e visões.